# كوينتانايلا دي لا ماتا
بلدية كوينتانايلا دي لا ماتا (بالإسبانية: Quintanilla de la Mata)‏, هي إحدى بلديات مقاطعة برغش, التي تقع في منطقة قشتالة وليون, والتي تقع في شمال غرب إسبانيا.
يبلغ عدد سكانها 165 نسمة وفقاً لإحصائية سنة (2002).